# Łany (województwo śląskie)
Łany (niem. Lohnia, 1936-1945 Hubenland, śl. Łōny) – wieś sołecka w Polsce położona w województwie śląskim, w powiecie gliwickim, w gminie Rudziniec.
W latach 1975–1998 miejscowość administracyjnie należała do województwa katowickiego.

## Położenie
Wieś położona w południowo-zachodniej Polsce, w zachodniej części województwa śląskiego, w północno-zachodniej części powiatu gliwickiego, w gminie Rudziniec nad rzeką Kłodnicą i w sąsiedztwie Kanału Gliwickiego.

## Historia
Wieś wzmiankowana w 1292 roku jako Kolęda, a w 1305 roku jako Łany. W okresie hitlerowskiego reżimu w latach 1936-1945 miejscowość nosiła nazwę Hubenland.

## Zabytki
- Kaplica NMP - kaplica z 1877 roku.
- Stanowiska archeologiczne - w trakcie badań archeologicznych odkryto osady i cmentarzyska kultury łużyckiej (2500 lat) i przeworskiej (1800 lat).

## Turystyka
Przez wieś przebiega szlak turystyczny:
- - Szlak Sośnicowicki

## Transport
Łany stanowią ważny węzeł drogowy. Krzyżują tu się drogi:
- A4E40  Autostrada A4 (E40): granica państwa – Jędrzychowice – Wrocław – Katowice – Kraków – Rzeszów – Korczowa – granica państwa
- 40 Droga krajowa nr 40: granica państwa – Głuchołazy – Prudnik – Kędzierzyn-Koźle – Pyskowice
- 88 Droga krajowa nr 88: Strzelce Opolskie – Gliwice – Bytom